# Oshkosh M1070
Oshkosh M1070 — танковый тягач армии США.
Основным назначением Oshkosh M1070, для армии США, является транспортировка танка M1 Abrams. Тягачи выпускаются в конфигурациях A0, A1 и M1300. M1070 соединён с полуприцепом DRS Technologies M1000. Они заменили более ранний тягач Oshkosh M911 и полуприцеп M747.
M1070 также используется для транспортировки, развёртывания и эвакуации бронетранспортёров, самоходных артиллерийских установок, бронированных ремонтно-эвакуационных машин и других тяжёлых транспортных средств и оборудования всех типов.

## История
Для удовлетворения потребностей армии США в транспортировке основного боевого танка M1 Abrams (MBT), компания Oshkosh Truck Corporation, ныне Oshkosh Defense, предложила тягач M1070. Был заключен контракт на поставку 1044 тягачей M1070, производство началось в июле 1992 года. Контракт включал опцион на 522 дополнительных единицы.
Окончательный контракт армии США на оригинальную версию A0 предусматривал поставку 195 машин. Они были доставлены в период с марта 2001 по март 2003 года. В армии США поставки версий A0 составили в общей сложности 2488 единиц. В общей сложности, включая экспортные заказы, компанией Oshkosh было произведено чуть менее 2900 тягачей M1070A0.
После заключения первых двух отдельных контрактов в 2004 году компания Oshkosh Truck провела капитальный ремонт изношенных тягачей M1070. Они были восстановлены до оригинального стандарта сборки с нулевыми пробегами/нулевыми часами работы и полной гарантией на один год. Стоимость одной машины для Министерства обороны США составляла около 75 % от стоимости автомобилей новой сборки. В общей сложности 1009 тягачей HET A0 были возвращены в эксплуатацию.
В марте 2008 года Oshkosh Defense получила от армии США контракт на сумму более 11 миллионов долларов (для 1 этапа), чтобы начать разработку и первоначальное производство HET следующего поколения. II Этап включал в себя производственные контрольные испытания. В июле 2009 года Oshkosh получила изменение контракта на сумму 9,4 миллиона долларов, чтобы начать испытания HET A1 на прочность и эксплуатационные характеристики на испытательном полигоне Юма.
В октябре 2010 года компания Oshkosh получила свой первый заказ на поставку тягачей M1070A1 HET. Этот заказ на поставку был оценен более чем в 440 миллионов долларов и предусматривал поставку более 1000 единиц, причем первые тягачи поступили в продажу в декабре 2010 года. Эксплуатация M1070A1 началась в 2011 году. Производство завершилось в августе 2014 года, при этом общее количество выпущенных новых автомобилей составило 1591 единиц. Хотя считалось, что армия США хотела бы продолжить производство HET A1 до конца 2017 финансового года, никаких наград присуждено не было. В июле 2016 года армия США объявила, что желает использовать средства за 16 финансовый год для начала инженерных изысканий по созданию E-HET, который заменит нынешние тягачи M1070A1 и полуприцепы M1000.
В марте 2017 года компания Oshkosh получила контракт на поставку в Иорданию и Оман тягачей M1070A1 на сумму 15.080.369 долларов США с соответствующими испытаниями, запасными частями и обучением. Предполагаемой датой завершения присуждения премии был декабрь 2018 года. Запрос W56HZV-17-R-0021, опубликованный в феврале 2017 года, и ответы на который были получены к апрелю 2017 года, привели к заключению контракта с твердой фиксированной ценой на 46 тягачей M1070A1 для Египта.
В июле 2017 года и после доклада Конгрессу в июне 2017 года под номером запроса W56HZV-17-R-0167 армия США опубликовала исследование рынка, проведённое по запросу источников, относительно комплекта городской живучести для перевозки тяжелой техники (HUSK).В мае 2013 года Меморандум о принятии решения о приобретении разрешил армии США разработать и приобрести бронированные сменные кабины для M1070A1, что привело к появлению HUSK.Характеристики живучести HUSK должны были включать в себя сиденья, снижающие энергопотребление, плавающий пол, противопожарные коврики и автоматическую систему пожаротушения.
M1300
M1300 — это M1070A1, доработанный для использования армией США в Европе. Потребность в M1300 официально возникла после того, как Армия США в Европе (USAREUR) опубликовала заявление об оперативных потребностях (ONS) в транспортном оснащении M1300, которое штаб армии утвердил в апреле 2017 года. С того месяца по сентябрь 2017 года менеджер по продуктам Heavy Tactical Vehicle разработал несколько планов действий, которые включали разработку и закупку новых тягачей, лизинг за пределами США или «расширение» существующего парка тягачей M1070A1 HET.
В декабре 2017 года Совет по надзору за требованиями армии утвердил это требование. В январе 2018 года служба распорядилась о закупке 170 тягачей M1070A1 HET повышенной проходимости, называемых ‘перебазированными’ и получивших обозначение M1300.
Требование к M1300 было продиктовано необходимостью перевозить более тяжелые грузы в пределах Европы, соблюдая при этом стандарты Европейского союза (ЕС). Прогнозируемая полезная нагрузка для M1300 и полуприцепа, как было заявлено, составит минимум 82 тонны и максимум 90 тонн (от 74 389 до 81 647 кг). Для достижения этой цели тягачу потребовалось некоторое перераспределение веса с передней оси и новый многоосный полуприцеп. Oshkosh начал работу над тягачом M1300 в апреле 2018 года и планировал продолжить до апреля 2020 года.
Поскольку Oshkosh является единственным разработчиком M1070A1 и владеет пакетом технических данных (TDP), это был, по мнению армии, единственный источник, обладающий необходимыми знаниями, оборудованием, оснасткой и опытом для выполнения требуемых улучшений возможностей. Любому другому источнику, посредством конкурсных закупок, для обратного проектирования, тестирования и оценки, а затем начала первоначальной поставки потребовалось бы минимум 27 месяцев, что не соответствует директиве ONS о сроках.
В мае 2019 года Oshkosh объявила, что танково-автомобильное командование армии США (TACOM) заключило с компанией Broshuis BV контракт на производство полуприцепов для M1300. Контракт, первоначально заключенный на сумму 13,3 миллиона долларов США, имеет максимальную стоимость в 109,8 миллиона долларов и предусматривал поставку 170 полуприцепов в период с 2020 по 2021 финансовый год. Выбор армии США был сделан после того, как два прототипа успешно прошли трёхмесячный этап испытаний и оценки в Абердинском испытательном полигоне в штате Мэриленд, США.
(EHETS) считается заменой M1070/M1070A1/M1300 на вооружении армии США. В июле 2016 года армия США объявила, что желает использовать средства, выделенные на 2016 финансовый год, для начала инженерных изысканий по созданию EHET, который заменит полуприцепы M1070A1 и M1000. Ранее планировалось, что это исследование начнется в 2017 финансовом году. Предполагалось, что EHETS будет состоять из тягача и полуприцепа для транспортировки, подъёма и эвакуации более чем 80-тонного (72 575 кг) боевого танка M1 Abrams и связанной с ним системы эвакуации M88, которая, как ожидалось, будет весить более 84 000 кг. M1070A1 и M1000 технически не способны перевозить такие грузы.

## Описание
Компоновка M1070 является традиционной. Полностью закрытая кабина вмещает водителя, одного члена экипажа и до четырёх пассажиров. Оригинальная кабина соответствовала требованиям Долгосрочной стратегии бронетехники армии США (LTAS), основанной на философии бронирования комплектов A и B. Что касается M1070A1, то Меморандум о решении о приобретении, принятый в мае 2013 года, уполномочил армию США разработать и приобрести бронированные сменные кабины для M1070A1.Это привело к разработке HUSK. По состоянию на конец 2020 года HUSK производилась Объединённым производственно-технологическим центром Рок-Айлендского арсенала. Цифры, о которых идет речь, не разглашаются.
Шасси M1070 имеет С-образное сечение 356 × 89 × 9,5 мм (швеллерная рама), изготовленное из модифицированной термообработанной углеродисто-марганцевой стали SAE 1027 с минимальным пределом текучести 758 МПа. На нём установлено 3,5-дюймовое седельно-сцепное устройство Holland и три лебёдки: две гидравлические лебедки dp Manufacturing 55K грузоподъёмностью 24 947 кг с 51,8 м троса диаметром 25 мм каждая и одна вспомогательная лебёдка dp Manufacturing 3GN грузоподъёмностью 1360 кг с 91,4 м троса диаметром 6 мм.
Оригинальный M1070 оснащён 12,06-литровым дизельным двигателем Detroit Diesel 8V-92TA мощностью 500 л.с. при 2100 об/мин и крутящим моментом 1993 Н/м при 1200 об/мин. Он работает в паре с пятиступенчатой автоматической коробкой передач Allison CLT-754 и двухскоростной раздаточной коробкой Oshkosh 55000. M1070A1 приводится в действие шестицилиндровым дизелем Caterpillar C-18 мощностью 700 л.с. Это сочетается с усиленной семиступенчатой автоматической коробкой передач Allison 4800SP и односкоростной раздаточной коробкой Oshkosh 30000.
На модели A0 передняя ось рулевого управления Rockwell оснащена параболическими коническими рессорами Hendrickson. Задний блок tridem подрессорен пневмоподвеской Hendrickson-Turner. Сама задняя ось представляет собой рулевой привод. Все оси имеют редуктор ступицы Rockwell SVI 5MR с блокировкой дифференциала. Рулевое управление с усилителем и имеет вспомогательный насос на случай выхода из строя основного насоса. Механическая связь также обеспечивает управление оператором в случае потери давления гидравлического масла.
Установлены барабанные тормоза от Rockwell, теперь AxleTech и S-cam. Установлена центральная система подкачки шин CM Automotive (CTIS) с четырьмя заданными настройками для местности: шоссе, пересечённая местность, грязь и снег, Аварийная ситуация, которые позволяют оператору регулировать давление в шинах и блокировку в соответствии с пересеченной местностью. В режиме холостого хода давление в шинах регулярно проверяется и накачивается по мере необходимости, чтобы компенсировать утечки.

### Полуприцеп
Полуприцеп, используемый с M1070A0 и M1070A1, называется M1000. Первоначально M1000 был разработан компанией Southwest Mobile Systems, позже Systems & Electronics Inc (SEI), ныне DRS Technologies, в ответ на возможную потребность армии США в транспортировке танков M1 и M1A1. Заказ на производство 1066 единиц M1000 был размещен армией США в 1989 году. К июлю 2009 года было заказано более 2600 прицепов M1000.
Модель M1000 оснащена 40 колесами (шины 215/75R 17,5) на пяти осях, каждая из которых имеет по две оси полуширины. Каждая ось имеет гидравлическую маятниковую подвеску, обеспечивающую ход 254 мм, с боковыми колебаниями, учитывающими неровности поверхности. Предусмотрена гидравлическая система подвески для выравнивания нагрузки на седельно-сцепное устройствоо. Вес M1000 составляет 22,882 тонны. Полезная нагрузка, по данным армии США, составляет 63,560 тонны, хотя производитель указывает 80 тонн при сниженных скоростях. Общая длина составляет 15,8 м, длина палубы — 10,58 м; ширина палубы — 3,05 м, 3,66 м для версии с широкой палубой.
Тягачи M1070 и полуприцепы M1000 могут перевозиться по воздуху самолётами C-5 Galaxy или C-17 Globemaster III.
Полуприцепом, используемым в Европе вместе с M1300, является M1302, поставляемый компанией Broshuis BV из Нидерландов.

## Страны-эксплуатанты
- Египет[8]
- Ирак[5]
- Израиль[5]
- Иордания[7]
- Марокко[5]
- Оман[7]
- Саудовская Аравия[5]
- ОАЭ[5]
- Великобритания[1][5]
- США[5]
- Китайская Республика[13]
- Украина[14]